# European Championships

Logo der European Championships

Die European Championships sind eine Sportveranstaltung, die alle vier Jahre die bereits bestehenden kontinentalen Europameisterschaften bestimmter Sportarten zusammenbringt. Die Premiere fand mit den European Championships 2018 vom 2. bis 12. August 2018 in den Gastgeberstädten Glasgow (Schottland) und Berlin (Deutschland) statt. Da die teilnehmenden kontinentalen Sportverbände ihre Europameisterschaften standardmäßig in einem anderen Rhythmus austragen (jährlich im Falle von Turnen, Rudern, Triathlon und Radsport, alle zwei Jahre im Fall von Leichtathletik und Schwimmen), finden hier nur jene Europameisterschaften statt, die in diesem Vierjahres-Rhythmus integrierbar sind.
Die European Championships stehen in Konkurrenz zu den seit 2015 stattfindenden Europaspielen, die von den Europäischen Olympischen Komitees (EOK) organisiert werden.

## Geschichte
Die europäischen Dachverbände in der Leichtathletik, im Schwimmen, im Radsport und im Triathlon sowie der Weltverband im Rudern vereinbarten im Jahr 2015, ihre Einzelmeisterschaften im Rahmen von „European Championships“ zu organisieren. Am 23. Oktober 2015 schlossen sich die europäischen Verbände für Kunstturnen und für Golf (European Golf Association) an. Die einzelnen Verbände und die Gastgeberstädte organisieren die einzelnen Meisterschaften mit einem abgestimmten Zeitplan und unter einer einheitlichen, gemeinsamen Marke.
Auch weitere europäische Sportverbände wurden vor den ersten European Championships für eine Teilnahme angefragt. Eine Beteiligung des Pferdesports kam nicht zustande, da die Organisatoren nach Aussage des Präsidenten der European Equestrian Federation ausschließlich am Springreiten interessiert waren.
Die ersten European Championships fanden vom 2. bis 12. August 2018 statt. Ausgetragen wurden die Leichtathletik-Europameisterschaften, die Schwimmeuropameisterschaften, die Europäischen Radmeisterschaften (Bahn, Straße, BMX-Rennen und Mountainbike), die Ruder-Europameisterschaften und die Triathlon-Europameisterschaften sowie die Turn-Europameisterschaften und die neu ins Leben gerufenen Golf-Team-Europameisterschaften. Ausrichter waren Berlin für die Leichtathletik und Glasgow für die restlichen Sportarten. In Berlin nahmen rund 1500 Athleten an den Wettkämpfen teil, während in Glasgow rund 3000 Athleten um die Medaillen kämpften.
Im März 2019 hat der Stadtrat von München beschlossen, für die Austragung der European Championships 2022 zu kandidieren. Im November erhielt München den Zuschlag. Die Schwimmeuropameisterschaften fanden nicht mehr im Rahmen der European Championships 2022 statt und die Golf-Team-Europameisterschaften gab es 2022 überhaupt nicht, da sie nach ihrer ersten Austragung 2018 nicht mehr weitergeführt wurden (die meisten europäischen Topspieler waren ihr ferngeblieben). Dafür kamen 2022 die Europameisterschaften im Beachvolleyball, im Kanu-Rennsport, im Sportklettern und im Tischtennis dazu. Zur Eröffnungszeremonie kamen 55.000 Menschen in den Olympiapark.

## Veranstaltungsorte
| Jahr | Stadt   | Land                   | Termine                   | Sportart                                                                             | Wettbewerbe | Sportler | Veranstaltungsorte                                                                                          |
| ---- | ------- | ---------------------- | ------------------------- | ------------------------------------------------------------------------------------ | ----------- | -------- | --- |
| 2018 | Berlin  | Deutschland            | 2.–12. August 2018        | - Leichtathletik                                                                     | 50          | 1500     | - Olympiastadion - Breitscheidplatz                                                                         |
| 2018 | Glasgow | Vereinigtes Königreich | 2.–12. August 2018        | - Wassersport - Schwimmen - Wasserspringen - Synchronschwimmen - Freiwasserschwimmen | 72          | 1072     | - Tollcross International Swimming Centre - Royal Commonwealth Pool - Scotstoun Sports Campus - Loch Lomond |
| 2018 | Glasgow | Vereinigtes Königreich | 2.–12. August 2018        | - Radsport - Straßenradsport - Bahnradsport - MTB - BMX                              | 30          | 1055     | - Sir Chris Hoy Velodrome - Cathkin Braes MTB Track - Glasgow BMX Track                                     |
| 2018 | Glasgow | Vereinigtes Königreich | 2.–12. August 2018        | - Golf                                                                               | 3           | 64       | - Gleneagles                                                                                                |
| 2018 | Glasgow | Vereinigtes Königreich | 2.–12. August 2018        | - Turnen - Gerätturnen                                                               | 12          | 311      | - SSE Hydro                                                                                                 |
| 2018 | Glasgow | Vereinigtes Königreich | 2.–12. August 2018        | - Rudern                                                                             | 18          | 600      | - Strathclyde Country Park                                                                                  |
| 2018 | Glasgow | Vereinigtes Königreich | 2.–12. August 2018        | - Triathlon                                                                          | 3           | 180      | - Strathclyde Country Park                                                                                  |
| 2022 | München | Deutschland            | 11.–21. August 2022       | - Beachvolleyball                                                                    | 2           | 128      | - Königsplatz                                                                                               |
| 2022 | München | Deutschland            | 11.–21. August 2022       | - Kanurennsport                                                                      | 42          | 675      | - Regattastrecke Oberschleißheim                                                                            |
| 2022 | München | Deutschland            | 11.–21. August 2022       | - Sportklettern                                                                      | 8           | 300      | - Königsplatz                                                                                               |
| 2022 | München | Deutschland            | 11.–21. August 2022       | - Leichtathletik                                                                     | 50          | 1500     | - Olympiastadion - Innenstadt                                                                               |
| 2022 | München | Deutschland            | 11.–21. August 2022       | - Radsport - Straßenradsport - Bahnradsport - MTB - BMX                              | 30          | 800      | - Messe München - Olympiapark - Fürstenfeldbruck - Landsberg am Lech - Murnau a. Staffelsee                 |
| 2022 | München | Deutschland            | 11.–21. August 2022       | - Rudern                                                                             | 22          | 660      | - Regattastrecke Oberschleißheim                                                                            |
| 2022 | München | Deutschland            | 11.–21. August 2022       | - Tischtennis                                                                        | 5           |          | - Audi Dome                                                                                                 |
| 2022 | München | Deutschland            | 11.–21. August 2022       | - Triathlon                                                                          | 3           | 120      | - Olympiapark                                                                                               |
| 2022 | München | Deutschland            | 11.–21. August 2022       | - Turnen - Gerätturnen                                                               | 12          | 600      | - Olympiahalle                                                                                              |
| 2026 |         |                        | 30. Juli – 9. August 2026 |                                                                                      |             |          | |

## European Championships Trophy
Die erste Nation im Medaillenspiegel ist Gewinner der European Championships Trophy.
| Jahr | Stadt          | Land                               | Wettbewerbe | Termine        | Erster des Medaillenspiegels | Zweiter des Medaillenspiegels | Dritter des Medaillenspiegels |
| ---- | -------------- | ---------------------------------- | ----------- | -------------- | ---------------------------- | ----------------------------- | ----------------------------- |
| 2018 | Glasgow Berlin | Vereinigtes Königreich Deutschland | 185         | 2.–12. August  | Russland                     | Vereinigtes Königreich        | Italien                       |
| 2022 | München        | Deutschland                        | 177         | 11.–21. August | Deutschland                  | Vereinigtes Königreich        | Italien                       |

## Kontroversen
Die European Championships werden nicht von den europäischen Sportverbänden, sondern von European Championships Management (ECM) organisiert, in Zusammenarbeit mit dem europäischen Fernsehverbund EBU. Die ECM wurde von den beiden Unternehmern Paul Bristow and Marc Jörg gegründet und koordiniert den gesamten Zeitplan der einzelnen Meisterschaften unter einer einheitlichen Marke.
Die einzelnen Sportverbände sind nicht in die Organisation involviert und beklagen mangelndes Mitspracherecht, so etwa der deutsche Leichtathletik-Verband (DLV), der nicht Ausrichter der Leichtathletik-EM ist.
Im Juni 2022 gab die European Athletic Association (EAA) bekannt, dass die Leichtathletik-Europameisterschaften 2026 als eigenständige Veranstaltung 2026 unabhängig von den European Championships ausgetragen werden sollen. Damit bliebe, nach der Abkehr der beiden großen Sportarten Schwimmen und der Leichtathletik, die Zukunft der European Championships offen.